# TFX
TFX es un canal de televisión generalista francés, propiedad de Groupe TF1. El canal puede verse a través de la televisión digital terrestre en Francia.

## Historia
AB Groupe, grupo empresarial que ya tenía experiencia como productora y creadora de canales vía satélite, decidió iniciar un proyecto para la televisión digital terrestre en abierto de Francia, que denominó NT1. A finales de 2004 la cadena decidió cambiar el nombre de su proyecto a La Quatre (La Cuatro) para intentar hacerse un hueco como nuevo canal generalista en un número que históricamente no había estado presente en la televisión francesa (aunque la mayoría ubicaba en el número 4 a Canal+). Sin embargo, cuando France Télévisions anunció el lanzamiento de su nuevo canal de TDT con el nombre France 4, el grupo AB tuvo que volver a denominar a su canal NT1.
El canal nació el 31 de marzo de 2005 junto con los otros nuevos canales gratuitos de la televisión digital terrestre francesa. Durante sus primeros años la programación del canal alternaba varios programas y series que pertenecían a otros canales vía satélite del grupo AB como RTL9 o AB1, intentando competir directamente con las principales generalistas privadas de Francia, TF1 y M6. 
Con la entrada en el capital del Grupo AB de TF1 y el paso de los años NT1 adquirió nuevos programas, y reforzó su prime time con programas estadounidenses como la WWE o America's Next Top Model, y series.
El 18 de octubre de 2017, Groupe TF1 anunció que NT1 cambia su nombre a TFX en 2018. El cambio se hizo efectivo el 30 de enero de 2018.

## Programación
Con un carácter generalista, TFX está enfocada a un público joven. El canal se centra más en series pertenecientes al catálogo de AB Groupe, aunque también tiene algunos programas de producción propia.

### Anime
Gran parte del anime de TFX proviene del Grupo AB, que posee la mayoría de los derechos sobre esas series en el país.
- City Hunter
- Dragon Ball
- Dragon Ball Z
- Dragon Ball GT
- Naruto
- One Piece
- RahXephon
- Saiyuki

### Series
- El coche fantástico
- Más allá del límite
- Grimm
- Falling Skies
- The Walking Dead
- The Vampire Diaries
- True Blood
- Haven
- The Secret Circle
- Nikita
- How I Met Your Mother
- Are We There Yet?
- Chuck
- One Tree Hill
- Anubis

### Entretenimiento
- WWE RAW
- WWE Smackdown
- America's Next Top Model
- MotoGP

## Identidad Visual

### Logotipos

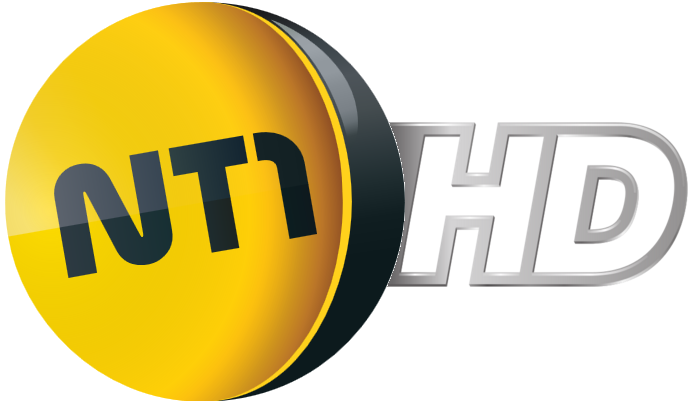
Del 3 de septiembre de 2012 hasta el 30 de enero de 2018.
Desde el 30 de enero de 2018.

### Denominaciones del canal
- La Quatre (proyecto)
- NT1 (desde el 31 de marzo de 2005 hasta el 30 de enero de 2018)
- TFX (desde el 30 de enero de 2018)

## Organización

### Dirigentes
- Presidente: Nonce Paolini (desde mayo de 2010)
- Director general: Céline Nallet (desde 11 de septiembre de 2015)
- Director de programación: Xavier Gandon (Paris) y Pascal Fuchs (Monaco)
- Departamento de marketing: Loïc de Boudemange

### Capital
De 2005 a 2010, NT1 pertenecía a ABSat S.A. con un capital de 24 millones de euros, filial del grupo audiovisual AB Groupe. El 4 de diciembre de 2006, el Groupe TF1 entró en el accionariado de AB Groupe con un 33,5 % del capital e inició la compra del 100 % de NT1 entre mayo de 2009 y principios de 2010 con la aprobación del Consejo Superior Audiovisual de Francia.
NT1 es una sociedad por acciones con un capital de más de 8 millones de euros y el 100 % de las mismas pertenecen al Groupe TF1.

### Ubicación
La primera ubicación de TFX se encontraba situada en las instalaciones de AB Groupe en la Avenue du Président Wilson en La Plaine Saint-Denis, desde donde se realizaban las emisiones.
Tras su adquisición por parte del Grupo TF1, se emite desde el centro de difusión de TMC en Mónaco desde el 10 de noviembre de 2010 y tiene su sede en la torre TF1 en Boulogne-Billancourt.
Después del 26 de enero de 2015, el Groupe TF1 recuperó el control de la publicidad de TMC y TFX. Entre otras ventajas ahora es posible emitir un programa en los diferentes canales del grupo privado.

## Audiencias
NT1 en 2013 se situaba como la 13.ª cadena más vista de Francia.
|      | Enero | Febrero | Marzo | Abril | Mayo  | Junio | Julio | Agosto | Septiembre | Octubre | Noviembre | Diciembre | Media anual |
| ---- | ----- | ------- | ----- | ----- | ----- | ----- | ----- | ------ | ---------- | ------- | --------- | --------- | ----------- |
| 2007 |       |         |       |       | 0,5 % | 0,6 % | 0,5 % | 0,5 %  | 0,7 %      | 0,6 %   | 0,8 %     | 0,8 %     | 0,6 %       |
| 2008 | 0,9 % | 1,1 %   | 1,1 % | 1,1 % | 1,2 % | 1,0 % | 1,0 % | 0,9 %  | 0,9 %      | 1,0 %   | 1,1 %     | 1,2 %     | 1,0 %       |
| 2009 | 1,1 % | 1,3 %   | 1,3 % | 1,3 % | 1,4 % | 1,5 % | 1,4 % | 1,3 %  | 1,5 %      | 1,5 %   | 1,5 %     | 1,6 %     | 1,4 %       |
| 2010 | 1,6 % | 1,6 %   | 1,6 % | 1,6 % | 1,6 % | 1,5 % | 1,4 % | 1,6 %  | 1,5 %      | 1,5 %   | 1,7 %     | 1,5 %     | 1,6 %       |
| 2011 | 1,7 % | 1,6 %   | 1,6 % | 1,9 % | 2,0 % | 2,0 % | 1,8 % | 1,9 %  | 1,9 %      | 1,9 %   | 1,9 %     | 2,1 %     | 1,9 %       |
| 2012 | 2,0 % | 2,2 %   | 2,0 % | 2,2 % | 2,1 % | 2,1 % | 2,3 % | 2,4 %  | 2,1 %      | 2,0 %   | 2,0 %     | 2,1 %     | 2,1 %       |
| 2013 | 2,1 % | 2,2 %   | 2,2 % | 2,0 % | 2,0 % | 1,9 % | 1,9 % | 2,1 %  | 2,0 %      | 2,0 %   | 2,0 %     | 2,2 %     | 2,0 %       |
| 2014 | 2,0 % | 1,8 %   | 1,8 % | 1,9 % | 2,0 % | 1,6 % | 1,8 % | 1,7 %  | 1,7 %      | 1,9 %   | 1,7 %     | 1,8 %     | 1,8 %       |
| 2015 | 1,7 % | 1,8 %   | 1,9 % | 2,1 % | 2,2 % | 2,1 % | 1,9 % | 2,0 %  | 2,1 %      | 2,1 %   | 1,8 %     | 1,9 %     | 2,0 %       |
| 2016 | 1,8 % | 1,8 %   | 1,8 % | 1,8 % | 2,0 % | 1,8 % | 1,6 % | 1,6 %  | 2,4 %      | 2,3 %   | 2,1 %     | 2,0 %     | 1,9 %       |
| 2017 | 2,1 % | 2,0 %   | 1,9 % | 1,9 % | 1,9 % | 2,1 % | 1,9 % | 2,0 %  | 1,8 %      | 1,8 %   | 2,0 %     | 2,0 %     | 2,0 %       |
| 2018 | 2,0 % | 2,0 %   | 1,9 % | 1,9 % | 1,8 % | 1,8 % | 1,8 % | 2,0 %  | 1,9 %      | 1,7 %   |           |           |             |

Fuente : Médiamétrie
Leyenda :
Fondo verde : Mejor resultado histórico.
Fondo rojo : Peor resultado histórico.